# Долгалёв, Дмитрий Николаевич
Дми́трий Никола́евич Долгалёв (бел. Дзмітрый Мікалаевіч Даўгалёў; род. 28 декабря 1962, Гродно) — советский и белорусский композитор.

## Биография
Родился в семье музыкантов в г. Гродно в 1962 году. В 1981 году окончил среднюю специальную музыкальную школу при Белорусской консерватории (ныне — Гимназия-колледж при Белорусской государственной академии музыки) по классу контрабаса, в 1987 — Белорусскую государственную консерваторию по специальности «композиция» (класс народного артиста СССР профессора Е. А. Глебова). В 1987—1989 гг. служил в Советской армии, где исполнял обязанности музыкального руководителя ансамбля «Ровесник». В 1989—2000 гг. работал в телерадиокомпании Беларуси. В 2000—2002 гг. — в ансамбле хореографических и музыкальных миниатюр «Блискавица». С 2002 г. — на творческой работе.
Член Белорусского союза композиторов.

## Творчество
Из наиболее значимых сочинений Дмитрия Долгалёва следует отметить рок-оперу «Огонь Прометея», ораторию «Зорка Палын», кантату «Дарога-сцяжына матулі і сына», концерт для контрабаса с оркестром, симфонию, симфоническую поэму, концертную сюиту для ударных и камерного оркестра, сюиту для симфонического оркестра «Три танца», хоровую музыку, сонату для фортепиано, «Рондо-токкату» для фортепиано, музыку для кино. Много музыки композитор пишет для детей.
Наиболее известные произведения Дмитрия Долгалёва — песни: «Гаю мой, не кліч», «Погоди», «Обманите меня», «А ты кажаш: вясна», «Зараніцы», «Телеграммы», «Белая лілея», «Через все границы», «Застольная», «Птицы», «Нарач», «Баллада», «Пажадай мне, мама», «Рэха жураўлінае», «Азярцо», «Две звезды», «Не судьба», «Летуценніца», «Поле горкіх палыноў», «Голуб галубку цалуе», «Шчабятуня-ластаўка», «Разводные мосты», «Пани Гражина».
Песни и баллады Дмитрия Долгалёва исполняли Виктор Вуячич, Анатолий Матвейчук, Сергей Захаров, Галина Ненашева, хор Турецкого, солист «Белорусских Песняров» Валерий Дайнеко, солисты экс-«Верасов» Ядвига Поплавская и Александр Тиханович, Владимир Стамати, Надежда Микулич, солисты ансамбля «Сябры» Анатолий Ярмоленко и Сергей Герасимов, Пётр Елфимов, солист венского концертного агентства Григорий Полищук, а также Инна Афанасьева, Ирина Дорофеева, Александра Гайдук, Лика Агурбаш, Полина Смолова, Ольга Николаеня, Яков Науменко, Ольга Колесникова, Олег Семёнов, Вячеслав Исаченко, Анастасия Артемьева, ансамбли «Белорусские песняры», «Песняры», «Верасы» и «Беседа».
29 января 2013 года в большом зале Белорусской государственной филармонии состоялся юбилейный авторский концерт «Мелодыя сэрца» композитора Дмитрия Долгалёва и поэта Владимира Петюкевича с участием ведущих артистов Республики Беларусь.
29 марта 2019 года в большом зале Белорусской государственной филармонии состоялся авторский концерт «Паруса любви» композитора Дмитрия Долгалёва и поэтессы Валентины Поликаниной с участием ведущих артистов Республики Беларусь.
С песнями и балладами Дмитрия Долгалёва на фестивалях и конкурсах различные исполнители многократно занимали призовые места:
- 1991 — Первый республиканский конкурс белорусских исполнителей. Сергей Герасимов с песней «Берегите матерей» (стихи Расула Гамзатова) занял Третью премию.
- 1992 — Второй республиканский конкурс белорусских исполнителей. Игорь Аксюта с песней «А ты кажаш: вясна» (стихи Владимира Петюкевича) занял Первую премию.
- 1997 — «Славянский базар». Марина Жёлудева с песней «Обманите меня» (стихи Александра Вавилова) стала обладательницей Второй премии.
- 1999 — «Славянский базар». Ирина Дорофеева с «Балладой» (стихи Владимира Петюкевича) заняла Первую премию.
- 2005 — «Славянский базар». Полина Смолова с песней «Рэха жураўлінае» (стихи Владимира Петюкевича) взяла Гран-При.
- 2006 — «Славянский базар». Наталья Гордиенко (из Молдовы) с песней «Азярцо» (стихи Владимира Петюкевича) заняла Первую премию.
- 2007 — Республиканский конкурс «Маладзічок» (г. Молодечно). Вероника Чернявская с «Балладой» (стихи Владимира Петюкевича) заняла Гран-При.
- 2008 — Международный конкурс «Путёвка к звёздам» (г. Москва). Вероника Чернявская с «Балладой» (стихи Владимира Петюкевича) заняла Гран-При.
- 2009 — Международный детский музыкальный конкурс «ТеремОК!» (С-Петербург) Софья Селезнёва с «Баладай» (стихи Владимира Петюкевича) заняла Первую премию.
- 2009 — Республиканский конкурс «Зямля пад белымі крыламі» (г. Мозырь). Вероника Чернявская с «Баладай» (стихи Владимира Петюкевича) заняла Первую премию.
- 2010 — «Славянский базар». Денис Вершенко с балладой «Птицы» (стихи Валентины Поликаниной) занял Третью премию.
- 2012 — Республиканский конкурс «Белазовский аккорд» (г. Жодино). Наталья Киреенко с балладой «Рэха жураўлінае» (стихи Владимира Петюкевича) заняла Вторую премию.
- 2013 — Межрегиональный конкурс «Факел» ОАО Газпром (г. Витебск) Вероника Чернявская с «Баладай» (стихи Владимира Петюкевича) заняла Первую премию.
- 2013 — Национальный фестиваль белорусской песни и поэзии «Молодечно-2013» Наталья Киреенко с песней «Птицы» (стихи Валентины Поликаниной) заняла Первую премию.
- 2015 — Национальный фестиваль белорусской песни и поэзии «Молодечно-2015» Никита Костюкевич с песней «Птицы» (стихи Валентины Поликаниной) занял Первую премию.
- 2016 — Национальный фестиваль белорусской песни и поэзии «Молодечно-2016» Александр Саванец с песней «Нарач» (стихи Владимира Петюкевича) занял Первую премию.
- 2016 — Национальный фестиваль белорусской песни и поэзии «Молодечно-2016» Нина Жуковская с «Баладай расстання» (стихи Владимира Петюкевича) заняла Вторую премию.
- 2016 — Межрегиональный фестиваль «Факел» ПАО Газпром (г. Уфа) Ансамбль «Свяцкі фальварак» с хоровой композицией «Ой, мае вы чайкі» (стихи Владимира Петюкевича) занял Первую премию.

## Произведения

### сценическая музыка
- Рок-опера «Огонь Прометея» (либретто В. Г. Петюкевича[бел.] и автора; в 2-х действиях, 5-ти картинах; 2010)
- Балет-мюзикл «Жила-была Ёлочка» (2011)
- Музыкально-пластический спектакль «Мим», режиссёр А.Евсиевич (2017)

### кантаты, оратория
- Оратория «Зорка палын» (стихи Владимира Петюкевича) для солиста, хора, чтеца и симфонического оркестра (2002)
- Кантата «Запаветныя сцяжынкі» (стихи Николая Чернявского) для детского хора и симфонического оркестра (1987)
- Кантата «Дарога-сцяжына матулі і сына» (стихи Владимира Петюкевича) для солиста, хора и камерного оркестра (2010)

### оркестровая музыка (симфонический оркестр)
- Симфония в 3-х частях (1991—2005)
- Симфоническая поэма (1986)
- «Три танца» для симфонического оркестра: «Фантастический», «Вальс», «Воспоминание о танго» (1982)
- Вариации для скрипки и симфонического оркестра (1983)
- Сюита-фантазия на темы Елены Казанцевой (2021)

### оркестровая музыка (камерный оркестр)
- Концерт для контрабаса и камерного оркестра в 2-х частях (1987)
- Концертная сюита для ударных, рояля и струнного оркестра (1984)
- Adagio для камерного оркестра (1992)

### оркестровая музыка (эстрадный оркестр)
- «Солнечный день», композиция для биг-бенда (1990—1997)
- Концертное танго для эстрадного оркестра (2001)
- «Успамін пра Пэппі», сюита для эстрадного оркестра: «Канікулы», «Твіст», «Свінг», «Кухарскае майстэрства» (2005)

### камерно-инструментальная музыка
- «У обелиска», пьеса для контрабаса и фортепиано (1980)
- «Юмореска», пьеса для флейты и фортепиано (1982)
- «Воспоминание», пьеса для флейты и фортепиано (1982)
- Фантазия на тему белорусской народной песни «Свёкар з печы зваліўся» для камерно-инструментального ансамбля (1983)
- Романс для контрабаса и фортепиано (1983)
- Вариации для скрипки и фортепиано (1983)
- Соната для виолончели и фортепиано (1984)
- Токката для фагота и фортепиано (1985)
- Концертная фантазия для аккордеона (1994)
- Contrabassi-octinati для 2-х контрабасов (2005)

### фортепианная музыка
- Соната в 2-х частях (1985)
- Рондо-токката (1982)
- «Таинственное озеро» (1978, 2-я ред.2005)
- «Весна» (1978, 2-я ред.2005)
- «Осенняя песня» (1978, 2-я ред.2005)
- Посвящение «Битлз» (2004)
- Рэг-тайм (2005)
- «Игра в классики» (2006)
- Рондо «С любовью к Моцарту» (2008)
- «Океаниды» из оперы «Огонь Прометея» (2010)
- «Тарантелла» (2012)
- «Шарманщик» (2012)
- «Рождество» (2013)
- «Два тапёра» (2013)

### романсы
- «Беспокойство» (стихи Владимира Фирсова) (1979)
- «Песня п’янага» (стихи Якуба Коласа) (1983)
- «Ни к чему мне без тебя рай» («А в долине у реки лог…») (стихи Татьяны Мушинской) (2004)
- «Кабы нас с тобой судьба свела» (стихи Марины Цветаевой) (2005)
- «Кто любил — тот поймёт» (стихи Татьяны Мушинской) (2008)
- «Прикосновение» (стихи Татьяны Мушинской) (2008)
- «На перекрёстке взглядов и веков» (стихи Валентины Поликаниной) (2017)

### хоровая музыка a capella
- «О, Родина»- хоровой триптих на стихи Анатолия Жигулина: «О, Родина», «Берёзовая роща», «Что будет — то будет» (2005)
- «Майская ночь» — хоровой триптих на стихи Андрея Скоринкина: «Майская ночь», «Весенний ночлег», «Пути-дороги» (2006)
- «Лес», хор на стихи Якуба Коласа (1983)
- «Ручэй», хор на стихи Якуба Коласа (1983)

### песни для детского хора с оркестром
- «Я вясну малюю» (верш Паўлюка Пранузы) (1981)
- «Кран» (верш Івана Шуцько) (1981)
- «Ворона» (стихи Николая Рубцова) (1983)
- «Про зайца» (стихи Николая Рубцова) (1983)
- «Коза» (стихи Николая Рубцова) (1983)
- «Звініць званок» (верш Міколы Чарняўскага) (1984)
- «Беларусь» (верш Васіля Віткі) (1985)
- «Духавы аркестр» (верш Эдзі Агняцвет) (1986)
- «Родная школа» (верш Сяргея Грахоўскага) (1986)
- «Раніцу люблю» (верш Петруся Броўкі) (1986)
- «У Святыни Иерусалима» (стихи Валерия Леонтьева) (2005)
- «Царство Божие» (стихи Николая Гурьянова) (2005)

### песни для детей
- «Песня о Грише» (стихи Михаила Даниленко) (1985)
- «Сонечная песенька» (верш Міколы Чарняўскага) (1989)
- «Школа-дзіва» (верш Уладзіміра Пецюкевіча) (1997)
- «Дзед Мароз» (верш Уладзіміра Пецюкевіча) (2003)
- «Дзед Мароз і дзеці» (верш Уладзіміра Пецюкевіча) (2003)
- «Ёлачка» (верш Уладзіміра Пецюкевіча) (2003)
- «Навагодняя песенька» (верш Уладзіміра Пецюкевіча) (2003)
- «О, слаўны травень» (верш Уладзіміра Пецюкевіча) (2003)
- «Песенька ката» (верш Уладзіміра Пецюкевіча) (2003)
- «Песенька для мамы» (верш Уладзіміра Пецюкевіча) (2003)
- «Сказка про кота» (стихи Татьяны Мушинской и Владимира Петюкевича) (2013)
- «День рождения Машеньки» (стихи Геннадия Рыковского) (2006)
- «Адлятаюць гусі» (верш Уладзіміра Пецюкевіча) (2006)
- «Пагуляй са мной» (верш Уладзіміра Пецюкевіча) (2006)
- «Дожджык» (верш Уладзіміра Пецюкевіча) (2006)
- «Сонечны зайчык» (верш Уладзіміра Пецюкевіча) (2006)
- «Белыя сняжыначкі» (верш Уладзіміра Пецюкевіча) (2006)
- «Дзень 8-е сакавіка» (верш Уладзіміра Пецюкевіча) (2007)
- «Дзень абаронцаў айчыны» (верш Уладзіміра Пецюкевіча) (2007)
- «Удзячнасць» (верш Уладзіміра Пецюкевіча) (2007)
- «Танец кропелек дажджу» (верш Уладзіміра Пецюкевіча) (2007)
- «Сёння свята» (верш Уладзіміра Пецюкевіча) (2007)
- «Мир на всей земле» (стихи Константина Цыбульского) (2007)
- «Добры дзень, садок любімы» (верш Уладзіміра Пецюкевіча) (2008)
- «Мама з татам на рабоце» (верш Уладзіміра Пецюкевіча) (2009)
- «Танец асенніх лісточкаў» (верш Уладзіміра Пецюкевіча (2009)
- «Беларусь — мая Радзіма» (верш Уладзіміра Пецюкевіча) (2011)
- «Развітанне з садком» (верш Уладзіміра Пецюкевіча) (2011)
- «Прощание со школой» (стихи Владимира Петюкевича и Виктора Дорошкевича) (2012)
- «Если друзей миллион» (стихи Аллы Ткаченко) (2013)
- «Кошачий блюз» (стихи Аллы Ткаченко) (2013)
- «Маленькая фея» (стихи Владимира Петюкевича) (2013)
- «Новый год» (стихи Ирины Иванниковой) (2018)
- «Привидения» (стихи Ирины Иванниковой) (2019)
- «Стиральная машина» (стихи Ирины Иванниковой) (2019)
- «Шуба с шапкой» (стихи Валентины Поликаниной) (2019)

### электронная музыка
- «Морской эскиз», «Прибрежные скалы», «Фантазия моря» — композиции для синтезатора (1996)
- «Nye Song», композиции для флейты, пан-флейты, окарины, сопилки и семплер-оркестра: «Танец над пропастью», «Паломник», «Элегия», «Nye Song» (2001-03)
- «Фестиваль», композиция для пан-флейты и семплер-оркестра (2003)
- «Дорога», композиция для фортепиано и семплер-оркестра (2007)
- «Круиз», композиция для блок-флейты и семплер-оркестра (2010)
- «Спортивный ритм», композиция для гитары и семплер-оркестра (2013)

### прикладная музыка
- Музыка к радиоспектаклю «Пеппи Длинный чулок» (1990)
- Музыка к радиоспектаклю «Недотрога» (по пьесе Льва Устинова) (1992)
- Музыка к радиоспектаклю «Найдорф» (по повести Ивана Пташникова) (2020)
- Музыка и аранжировки позывных для р/с «Свабода» (1992)
- Музыка для литературно-музыкальной композиции «Под тихой звездою прощенья» (на стихи В.Поликаниной) (2016)
- Музыка для телепередач
- Музыка для рекламы

### музыка к фильмам
- Музыка к художественному фильму «О том, как Колька и Петька летали в Бразилию», (реж. Р.Грицкова, «Беларусьфильм») (1998)
- Музыка к документальному фильму «Беларусь. Взгляд извне.» (Белтелерадиокомпания, 2005)
- Музыка к художественному фильму «Сынок» (реж. А.Турович, «Белвидеофильм») (2007)
- Музыка к документальному фильму «Прости меня» (Белтелерадиокомпания, 2008)
- Музыка к документальному фильму «Высшая мера» (Белтелерадиокомпания, 2012)
- Музыка к фильму А.Шпартовой «Улыбки за чашкой чая» (2015)
- Музыка к документальному фильму «Сто лет белорусской кооперации» (СТВ, 2017)

### песни

###### Песенный альбом «Бацькоўскі край» (вершы Уладзіміра Пецюкевіча)
- «Не сумуй, матуля» (1993)
- «Канвалія» (1991)
- «Спатканне» (1992)
- «Бацькоўскі край» (1992)
- «Балада» (1994)
- «Гаю мой, не кліч» (1986)
- «Калыханка» (1993)
- «Браслаўская чайка» (1992)
- «Застольная» (1993)
- «Лета» (2013)
- «Грай, Багрыме» (1994)
- «Поле горкіх палыноў» (1985)
- «Чарадзейная птушка» (1991)
- «А ты кажаш: вясна» (1994)
- «Заспявай мне песню, крывічанка» (1994)
- «Развітальны вальс» (1994)
- «Гімн Бацькаўшчыне» (1993)

###### Песенный альбом «Мелодыя сэрца» (вершы Уладзіміра Пецюкевіча)
- «Не спяшайся, восень» (1997)
- «Палачаначка-князёўна» (1993)
- «Мелодыя сэрца» (1994)
- «Зараніцы» (1995)
- «Светлячок» (1996)
- «Не кувай, зязюленька» (1995)
- «Лецейка, бывай» (2003)
- «Рэха жураўлінае» (2003)
- «Ой, зіма, зіма» (1996)
- «Наша рэчанька» (2001)
- «Азярцо» (2000)
- «Летуценніца» (2001)
- «Незабыўная мая» (2008)
- «Божая кароўка» (2001)
- «Песня пра Мінск» (1996)
- «Агні залатыя» (2001)

###### Песенный альбом «Мілая спадарыня» (вершы Уладзіміра Пецюкевіча)
- «Цішыня звінела» (1995)
- «Льецца кахання рака» (1990)
- «Да сузор’я Лебедзь» (1998)
- «Мілая спадарыня» (1996)
- «Белая лілея» (1993)
- «Для цябе адной» (1994)
- «Беласнежка» (1993)
- «Ты пачуй мяне» (2012)
- «Мы адны з табой на свеце»
- «Алёна-Алёнка» (2001)
- «Ты толькі ўслухайся, Алеся» (1994)
- «Ай ды жоначку я маю»
- «Ой, ляці, зязюленька» (2002)
- «Дарога да неба» (1995)
- «Клён з таполяю» (2012)

###### Песенный альбом «Літвіначка» (вершы Уладзіміра Пецюкевіча)
- «Гусі-лебедзі» (1999)
- «Навасельная» (2000)
- «Браслаўчанка» (1994)
- «Нас вянчалі анёлы» («Ave Maria») (1999)
- «Ой, ляці, казачанька» (1999)
- «Пажадай мне, мама» (2001)
- «Літвіначка» (1998)
- «Нарач» (2001)
- «Рыбка залатая»
- «Рэчка-рэчанька» (2003)
- «Васіліна» (1994)
- «Голуб галубку цалуе» (2001)
- «Асяніны» (1996)
- «Ад панядзелка да панядзелка» (2003)
- «Дзе ж вы, мае маладыя дзянькі»

###### Песенный альбом «Нябесны раяль» (вершы Уладзіміра Пецюкевіча)
- «Флейта»
- «Клавесін і габой» (1995)
- «Скрыпачка-багіня» (1995)
- «Эх, вазьму я дудку» (1997)
- «Нябесны раяль» (1995)
- «Гавайская гітара» (1995—2001)
- «Губны гармонік» (2015)
- «Туба» (2012)

###### Песенный альбом «Вернасць лебядзіная» (вершы Уладзіміра Пецюкевіча)
- «Навяшчуй, зязюленька» (2005)
- «Сустрэча» (2006)
- «Шчабятуня-ластаўка» (2006)
- «Заспявай мне, залатая» (2007)
- «Добрай раніцы» (2007)
- «Вернасць лебядзіная» (2008)
- «Желанный день» (2008)
- «Ты — мой романс» (2009) (в соавторстве с Г.Рыковским)
- «Настя-Настенька» (2011)
- «Балада расстання» (2016)
- «Балада вяртання» (2016)

###### Песенный альбом «Не ревнуй к океану» (стихи Олега Журова)
- «Кумушки»
- «Остров детства» (1994)
- «Телеграммы» (1994)
- «Бархатный сезон»
- «Звоните»
- «Последний трамвай» (1993)
- «Нам не по пути» (1993)
- «Не ревнуй к океану» (1993)
- «Экстрасенс»
- «Разводные мосты» (1994)
- «Звёзды в снегу»
- «Неземная любовь» (1996)
- «Пишу стихи» (1994)
- «Вторая молодость» (1994)
- «Москва — Париж»
- «Я без тебя» (2001)

###### Песенный альбом «Не отнять любовь» (стихи Олега Журова)
- «Не отнять любовь» (1993)
- «Загадка» (1993)
- «Апрель» (1993)
- «Мы разминулись» (1993)
- «Не судьба» (1993)
- «Я ждала хорошего» (1993)
- «Заслони собой» (1993)
- «Хочу на остров» (1994)
- «Ливень счастья» (1994)
- «Тебя счастливой сделаю» (1994)
- «Спасите песню» (1994)
- «Рано про любовь» (1994)
- «Звезда упала» (1994)
- «Белая Вежа» (1994)
- «Душа» (1994)

###### Песенный альбом «Через все границы» (стихи Олега Журова)
- «Через все границы» (1994)
- «Моя околица»
- «Буланый конь»
- «Любимые глаза» (2001)
- «Остров любви» (1995)
- «Земля моя» (1999)
- «Не спеши»
- «Белая Русь»
- «Такое положение»
- «Белка в колесе» (1989)
- «Ты об этом не жалей» (2003)
- «Мы встретимся» (2001)
- «Опасная любовь» (2004)

###### Песенный альбом «Ах, любовь моя» (стихи Валентины Поликаниной)
- «Романс» (1995)
- «Не обещай» (1994)
- «Что скажу я тебе» (1996—2000)
- «Мы с тобою одни» (1998)
- «Ах, любовь моя» (1997)
- «Богатая наследница» (1998)
- «Ты мне сделал больно» (1997)
- «Слова любви» (1997)
- «Песни, песни мои»
- «Паруса любви»
- «Две звезды» (1999)
- "Давай с тобой на «Вы» (1999)
- «Ревность» (2000)
- «По дороге столбовой» (2000)
- «Райский сад» (2001)
- «Вдова» (2001)
- «Разлетаются друзья» (2001)
- «Пора любви безоблачной» (2003)
- «Птицы» (памяти В.Мулявина) (2003)
- «Ах, этот взгляд»
- «Поэты рождаются в космосе» (2004)
- «Давайте выпьем за меня» (2004)
- «У музыканта трепетные руки» (2006)
- «Дороженька» (2013)
- «Не плачь, душа» (2013)

###### Песенный альбом «Ты — мой романс» (стихи Геннадия Рыковского)
- «Небо — словно чаша» (2005)
- «В полночь» (2005)
- «Ты — будто птица» (2005)
- «Лебёдушка» (2005)
- «Любовь моя святая» (2007)
- «В высях — тихо» (2007)
- «Ай, ты душечка» (2007)
- «Звезда очарования» (2008)
- «Растревожена…» (2008)
- «Времени река» (2008)
- «Падают дождинки» (2008)
- «Млечный путь» (2008)
- «Ты — мой романс» (2008) (в соавторстве с В.Петюкевичем)
- «Наступил Новый год» (2008)
- «Анастасия» (2010)
- «Я не Орфей» (2011)

###### Песенный альбом «Старые друзья» (стихи Константина Цыбульского)
- «Пани Гражина» (2001)
- «Старые друзья» (2001)
- «Облако любви» (2002)
- «Наши годы-пароходы» (2004)
- «Старый дом» (2007)
- «Олимпийское золото» (2008)

###### Песенный альбом «Ключ от звёздного города» (стихи Аллы Ткаченко)
- «Ключ от звёздного города» (2013)
- «Купалінка-люба» (2013)
- «Пришла и говорю» (2013)
- «Родители мои» (2014)
- «Моя столица» (2015)
- «Я не скажу прощальные слова» (2016)
- «Париж для двоих» (2019)

###### Песни на стихи других поэтов
- «Берегите матерей» (стихи Расула Гамзатова) (1978)
- «Калі скажаш» (стихи Леонида Дранько-Майсюка) (1986)
- «Прызнанне» (стихи Леонида Дранько-Майсюка) (1987)
- «Погоди» (стихи Александр Вавилов) (1990)
- «Обманите меня» (стихи Александра Вавилова) (1995)
- «Бацькоўская зямля» (стихи Владимира Каризны) (1995)
- «Я отпускаю тебя» (стихи Людмилы Кебич) (1995)
- «К Валентине» (стихи Любови Туровой) (1995)
- «Так бывает» (стихи Юрия Савоша) (1995)
- «Лунные осколки» (стихи Николая Полякова) (1996)
- «Дзень добры, землякі» (стихи Алеся Бадака) (1997)
- «Радасць мая сінявокая» (верш Івана Цітаўца) (1997)
- «Не зрывай лілею» (верш Сергея Карбовского) (2000)
- «Для меня ты самая нежная» (стихи Дмитрия Долгалёва) (2003)
- «Дзяўчына з Ваўкавыска» (верш Уладзіміра Мазго) (2004)
- «Пусть зима будет снежной» (стихи Николая Зарицкого) (2005)
- «Капелька дождя» (стихи Геннадия Ануфриева) (2006)
- «Звезда Победы» (стихи Ивана Карендо) (2008)
- «Палатнянае вяселле» (верш Уладзіміра Скарынкіна) (2013)

## Избранные публикации
- Т.Мушынская «Нязведаныя далі Дзмітрыя Далгалёва» // «Беларуская думка». — 2005. — № 9 с.164-167
- И.Телепнёва «Фортепианная соната Д.Долгалёва: вопросы интерпретации.» // «Весці Беларускай дзяржаўнай акадэміі музыкі». — 2007. № 11 с.106-109
- Антаганізм, суіснаванне, узаемапранікнавенне (удзел у круглым стале) // «Мастацтва». — 2008. — № 3. — С. 4-11.
- Без совести нет художника (интервью) // «Разные люди» (журн.). — М., 2009. — № 1. — С. 20-24.
- Пропал престиж моей профессии (интервью) // «Свободные новости плюс». — 2010. — № 29 (от 21 июля). — С. 16.
- Последний классик ХХ-го столетия. Воспоминания о Е. А. Глебове // Евгений Глебов. Судьбы серебряные струны / Автор проекта и сост. Л.Глебова. — Мінск: Мастацкая літаратура, 2010. — С. 267—270.
- Т.Мушынская «Аўтар жывы! І за раялем… Праект „Мелодыя сэрца“ кампазітара Дзмітрыя Даўгалёва і паэта Уладзіміра Пецюкевіча ў Беларускай дзяржаўнай філармоніі» // «Мастацтва». — 2013. — № 4. — С.6-7.